# 韋塞萊 (羅茲迪利納區)
46°54′44″N 30°19′2″E / 46.91222°N 30.31722°E
韋塞萊（羅馬化：Vesele）是位於烏克蘭西南部敖德萨州羅茲迪利納區羅茲迪利納市鎮的村莊。該村始建於1824年，面積0.69平方公里，海拔高度38米，2001年人口46，人口密度每平方公里66.96人。